# 安田守
安田 守（やすだ まもる、1965年〈昭和40年〉1月7日 - ）は、日本の政治家、臨床検査技師。京都府向日市長（3期）。京都府議会議員（2期）や向日市議会議員（1期）を歴任した。

## 来歴
京都府向日市物集女町出身。向日市立第2向陽小学校、乙訓中学校事務組合立第四乙訓中学校（現・向日市立西ノ岡中学校）、京都府立桂高等学校卒業。1989年（平成元年）3月、藤田学園保健衛生大学（現・藤田医科大学）衛生学部卒業。同年4月、大阪医科大学附属病院に就職。
2003年（平成15年）3月、日本大学大学院を修了（国際情報の修士）。同年4月、附属病院を退職。同年7月20日に行われた向日市議会議員選挙に出馬し初当選。
2007年（平成19年）3月、市議を辞任。同年4月8日に行われた京都府議会議員選挙に自由民主党公認で出馬し、初当選した。4月30日、府議に就任。2011年（平成23年）の府議選で2期目の当選。
2015年（平成27年）4月26日に行われた向日市長選挙に無所属（自民党・公明党・民主党・社民党推薦）で出馬し、初当選した。4月30日、市長就任。
2015年（平成27年）7月、京都激辛商店街特別顧問に就任。2019年（平成31年）、共産党推薦の新人を破り再選。2023年（令和5年）、無所属の新人を破り三選。

## 市政
- 2021年（令和3年）10月1日、LGBTなど性的少数者のカップルが婚姻と同等の扱いを受けられる「パートナーシップ宣誓制度」を導入した[7]。